# الجامعة المصرية اليابانية للعلوم والتكنولوجيا
الجامعة المصرية اليابانية للعلوم والتكنولوجيا (باليابانية エジプト日本科学技術大学) (بالإنجليزية Egypt-Japan University of Science and Technology) هي جامعة حكومية مصرية ذات شراكة يابانية، أنشأت بقرار رئيس الجمهورية رقم 149 لسنة 2009 كجامعة أساسها البحث العلمي والتعليم المتنوع تقوم الجامعة على خلق تعاون مشترك بين حكومتي مصر واليابان من أجل تعزيز العلاقات المصرية اليابانية، من خلال تعزيز الروابط والتعاون بين المؤسسات الأكاديمية والشركات الصناعية المصرية واليابانية، وكذلك إجراء البحوث التطبيقية طبقًا للمعايير والسياسات التعليمية اليابانية، والتعرف على أحدث التقنيات والتكنولوجيا اليابانية، وتحتل الجامعة طبقا لمؤشر مجلة تايمز للتعليم العالي المركز 601 - 800 على مستوى العالم والمركز الأول على مستوى مصر لعام 2024.
تقع الجامعة المصرية اليابانية للعلوم والتكنولوجيا في منطقة الجامعات بمدينة برج العرب الجديدة بمحافظة الإسكندرية، على مساحة 200 فدان، تشمل أماكن الدراسة والمعامل والبنية التحتية الخاصة بالجامعة، وافتتحت المرحلة الأولى منها في سبتمبر 2020 وقُدرت تكلفة إنشائها بحوالي 3.75 مليار جنيه مصري، أما السكن الجامعي فيقع بالحي الثالث بالمدينة، وتم اختيار المدينة كونها إحدى المناطق الصناعية الكبرى في مصر والتي تحتوي على خمس مناطق صناعية متنوعة، وبها أكثر من 1300 منشأة صناعية وإنتاجية، وتستقطب عدد كبير من الاستثمارات الدولية.

## التاريخ
يعود تاريخ إنشاء الجامعة إلى 26 مارس 2009 وذلك عندما تم توقيع اتفاقية تأسيس جامعة تحت اسم «الجامعة المصرية اليابانية للعلوم والتكنولوجيا» بين حكومتي مصر واليابان، ويكون مقرها مدينة برج العرب الجديدة بمحافظة الإسكندرية، وفي 30 مايو 2009 صدر قرار رئيس جمهورية مصر العربية حسني مبارك رقم 149 بالموافقة على اتفاق تأسيس الجامعة، وفي يوليو 2009 تم تنظيم مسابقة معمارية عالمية بين الجانب المصري والياباني لاختيار التصميم المعماري للمقر الدائم للجامعة شارك بها أكثر من 75 شركة معمارية، وتم تشكيل لجنة للتحكيم برئاسة المعماري المصري علي رأفت وعضوية مجموعة من المعماريين المصريين واليابانيين.
اجتمعت اللجنة في أغسطس 2009 حيث تم اختيار تسعة تصميمات في المرحلة الأولى للمسابقة، أما المرحلة الثانية والأخيرة للمسابقة في ديسمبر فقد قامت اللجنة بتقييم وتحليل التصميمات التسع المشاركة واختيار التصميم الفائز بناءاً على عدة الشروط والمعايير المحددة، وفي 22 ديسمبر 2009 تم الإعلان عن الفائزين في المسابقة وهم الجائزة الأولي وقيمتها مائة ألف دولار أمريكي لمكتب «آراتا ايسوزاكي وشركاه»، الجائزة الثانية وقيمتها ستون ألف دولار أمريكي لمكتب «هيروشي هارا ومشاركوه»، والجائزة الثالثة وقيمتها أربعون ألف دولار لمكتب «سو فوجيموتو – معماريون».
في فبراير 2010 بدأت الدراسة في المقر المؤقت للجامعة بالحي الثالث بمدينة برج العرب الجديدة في تخصص الهندسة، وفي فبراير 2011 بدأت الدراسة في تخصص إدارة الأعمال الدولية والدراسات الإنسانية، وفي 9 مايو 2011 صدر قرار رئيس المجلس الأعلى للقوات المسلحة محمد حسين طنطاوي رقم 87 بإنشاء الجامعة المصرية اليابانية للعلوم والتكنولوجيا (E-JUST)، وفي 2 أكتوبر 2014 صدر قرار رئيس جمهورية مصر العربية عبد الفتاح السيسي رقم 132 باعتبار الجامعة المصرية اليابانية للعلوم والتكنولوجيا مرفقًا عامًا تعليميًا ذى طبيعة خاصة، وتتمتع بالشخصية الاعتبارية المستقلة،
في مايو 2016 تم توقيع بروتوكول إنشاء المرحلة الأولى لحرم الجامعة الدائم بمبلغ 1.25 مليار جنيه. وفي أغسطس 2017 تم توقيع بروتوكول إنشاء المرحلة الثانية لحرم الجامعة بمبلغ 3.75 مليار جنيه. وفي سبتمبر 2020 تم افتتاح المرحلة الأولى من الحرم الجامعي بتكلفة إنشائية بلغت حوالي 6.5 مليار جنيه مصري، وبدأت الدراسة فيه بشكل جزئي. ويتم حاليًا أعمال إنشاء المرحلة الثانية والثالثة من الحرم الجامعي بتكلفة حوالي 10 مليار جنيه مصري.

## الأهداف
أنشأت الجامعة المصرية اليابانية للعلوم والتكنولوجيا لتحقيق عدة أهداف أهمها:
- تتبع النموذج الياباني في التعليم الابتكاري المعتمد على البحث العلمي والتطبيق العملي ومنهجية حل المشاكل.
- أن تكون جامعة بحثية من الطراز الأول حسب المعايير العالمية (40% من طلابها من الدراسات العليا والبحوث المتطورة).
- تحوى على عدة مراكز تميز قائمة على مقومات الابتكار والإبداع ومجسدة النموذج الجديد لجامعات القرن الواحد وعشرين.
- تنفرد بتخصصات أكاديمية متفاعلة مع كافة القطاعات الإنتاجية والخدمية ومهتمة بالمجالات العلمية ذات التخصصات المركبة ومعتمدة على الاستعمال المكثف لتكنولوجيا الاتصالات ونظم المعلومات.
- تستهدف جذب الشركات والهيئات اليابانية للتعاون معها بحثياً ولاستخدام إمكانات هذه الشركات في التدريب ونقل التكنولوجيات الجديدة وأساليب العمل المتطورة إلى مصر.

## الكليات والمراكز

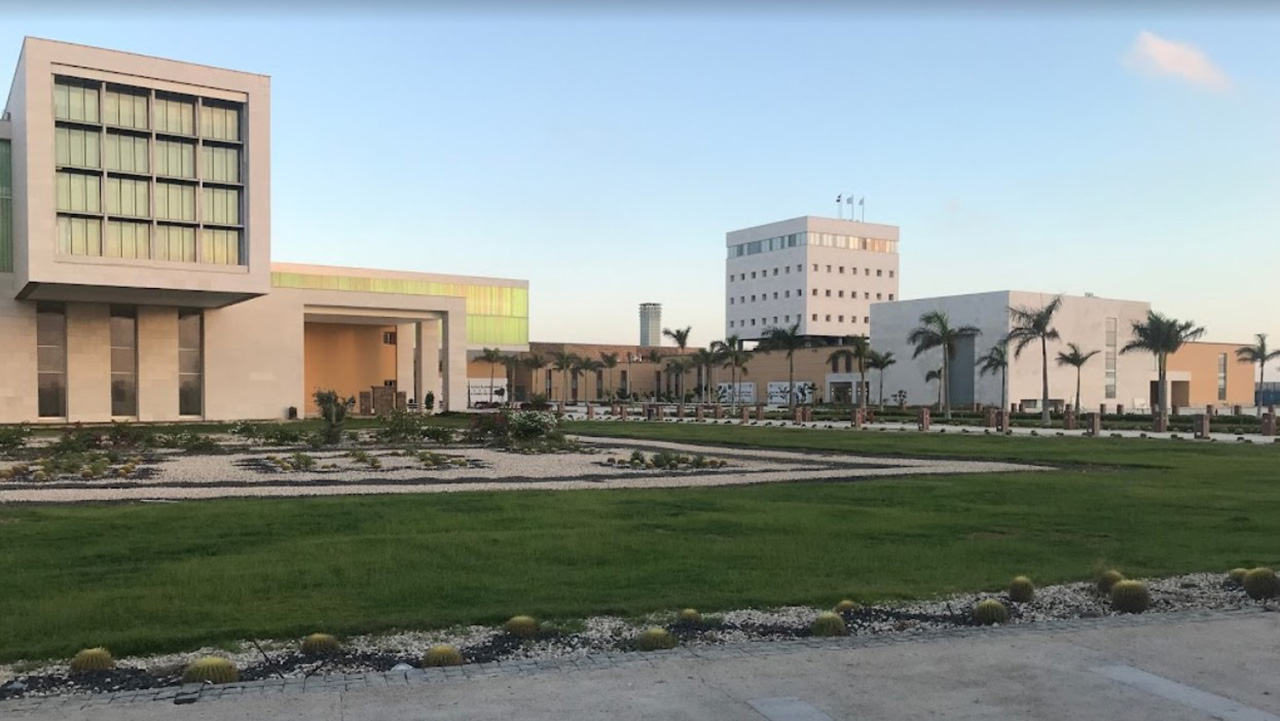
الحرم الجامعي الجديد

تضم الجامعة في العام الدراسي 2023/2022 ستة كليات وأربعة مراكز بخلاف عشرة كليات أخرى تحت الإنشاء وهي:

### الكليات
- كلية الهندسة.
- كلية العلوم الأساسية والتطبيقية.
- كلية إدارة الأعمال الدولية والإنسانيات
- كلية الصيدلة.
- كلية الفنون التطبيقية.
- كلية علوم الحاسوب وتكنولوجيا المعلومات.
- كلية العلوم التطبيقية.

### المراكز
- مركز بحوث النانو تكنولوجي.
- مركز بحوث وإدارة الطاقة.
- مركز بحوث الصناعات الإلكترونية والميكاترونيات.
- مركز التعليم المستمر وتنمية البيئة.

## نظام القبول
يشترط للقبول في الجامعة من الطلاب المصريين الحصول على الثانوية العامة المصرية أو ما يعادلها، ألا يزيد عمر الطالب المتقدم على 21 سنة في تاريخ 1 سبتمبر في العام الدراسي المٌتقدم فيه، وعلى الذكور تقديم ما يوضح موقفهم من الخدمة العسكرية، أما الطلاب غير المصريين فيشترط الحصول على شهادة معادلة لشهادة الثانوية العامة معتمدة من المجلس الأعلى للجامعات في مصر، كما ينبغي على المتقدمين الحاصلين على الشهادات الأجنبية تقديم إثبات استكمال اثني عشر عامًا دراسيًّا كاملاً، واجتياز اختبارات في اللغة العربية والتربية الدينية الخاصة بمرحلة الثانوية العامة، قبل أو بعد القبول بالجامعة، كما يشترط في المتقدمين إجادة اللغة الانجليزية (قراءة وكتابة) واجتياز اختبار اللغة الإنجليزية الخاص بالجامعة.

## معرض الصور

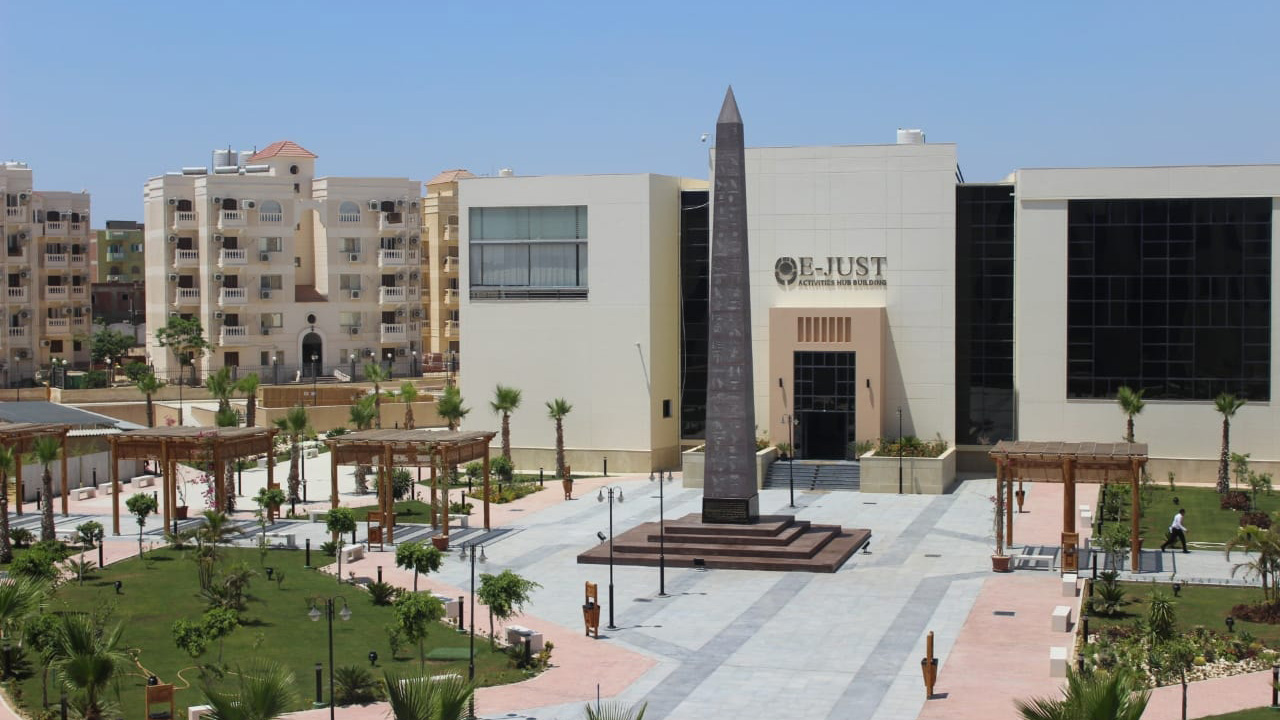
المقر المؤقت للجامعة
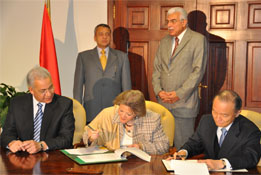
التوقيع على اتفاقية تأسيس الجامعة 2009
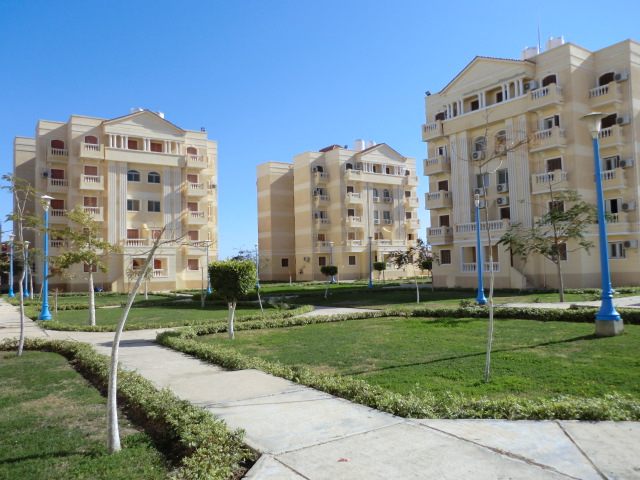
السكن الجامعي
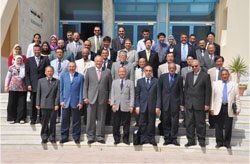
حفل استقبال طلبة دفعة فبراير 2010
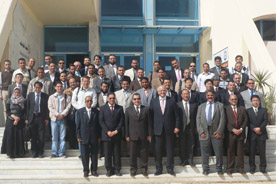
حفل استقبال طلبة دفعة فبراير 2010
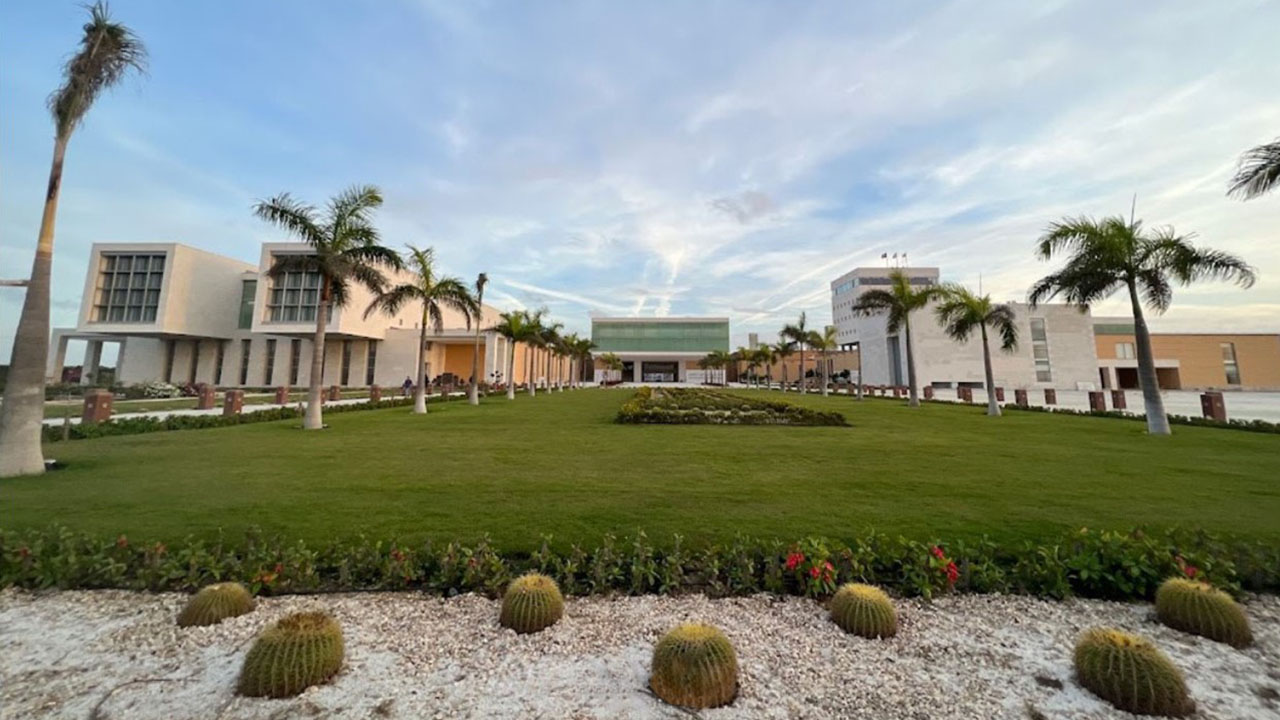
الحرم الجامعي الجديد

## وصلات خارجية
- الموقع الرسمي للجامعة.
- صفحة الجامعة على موقع فيس بوك.